# Trần Văn Bá
Pour les articles homonymes, voir Tran.
 (décembre 2024).
Si vous disposez d'ouvrages ou d'articles de référence ou si vous connaissez des sites web de qualité traitant du thème abordé ici, merci de compléter l'article en donnant les références utiles à sa vérifiabilité et en les liant à la section « Notes et références ».
Trần Văn Bá (1945-1985) est un résistant anticommuniste vietnamien.
Il est condamné à mort en décembre 1984 pour haute trahison et exécuté au Viêt Nam en janvier 1985.
Il appartenait à un mouvement de résistance armée financé par le gouvernement communiste chinoise et Thaïlande dont le but était de renverser le pouvoir vietnamien.

## Biographie

### Enfance et formation
Trần Văn Bá naquit le 14 mai 1945 à Sa Đéc dans le Sud du Viêt Nam. Il était le petit neveu du côté de sa mère de Bùi Quang Chiêu, fondateur du Parti Constitutionnaliste du Viêt Nam, assassiné par le Viêt Minh en 1945. Il était le second fils de Trần Văn Văn, député de la République du Viêt Nam. Son père participa à plusieurs gouvernements nationalistes et au groupe Caravelle, signataire d'une déclaration contre le régime autoritaire du président catholique Ngô Đình Diệm.

### Carrière
Député de l'assemblée constituante sous la République du Viêt Nam et considéré comme présidentiable pour les élections de 1967, Trần Văn Văn fut assassiné par balles en pleine rue le 7 décembre 1966 à Saïgon lors d'un attentat,. À la suite de cet assassinat politique revendiqué par le Việt Cộng, le jeune Bá se rendit en France pour y rejoindre son frère Tong et pour y poursuivre ses études. Il adhère consécutivement à son arrivée en France à l'Union nationale interuniversitaire. Recalé à l'oral pour le diplôme de l’École des hautes études commerciales, il passa une licence d'économie à Assas en 1971 et fut chargé de travaux pratiques à l'université de Paris X Nanterre. De 1973 à 1980, il assura la présidence de l'Association Générale des Étudiants Vietnamiens de Paris (AGEVP), association fondée en 1964.
En 1972, il dirigea une délégation d'étudiants vietnamiens en Europe pour soutenir le combat de l'Armée de la République du Viêt Nam contre le communisme. Après la chute de Saïgon, il poursuivit la lutte anticommuniste en Europe notamment en participant à la structuration du Congrès des Vietnamiens en Europe et à la mobilisation des jeunes réfugiés vietnamiens autour de l'AGEVP.

### Retour et résistance au Viêt Nam
Déprimé par l'inaction de ses compatriotes en France après la chute de Saïgon et choqué par le mouvement de fuite des Boat people, le 6 juin 1980, Trần Văn Bá décida de retourner clandestinement au Viêt Nam dans le but de rejoindre les rangs de la résistance armée,. Il participa au Front unifié des forces patriotiques de libération du Viêt Nam (en vietnamien Mặt trận Thống nhất các Lực lượng Yêu nước Giải phóng Việt Nam) présidé en France par Lê Quốc Túy. À l'intérieur du pays, le front était placé sous la direction des deux coprésidents Huỳnh Vĩnh Sanh et Hồ Tấn Khoa. Mai Văn Hạnh était nommé responsable des affaires extérieures notamment des liaisons avec la France. La tâche de Trần Văn Bá consistait à seconder Lê Quoc Quân, frère de Lê Quốc Túy, à mettre sur pied les forces armées et organiser les maquis à l'intérieur du pays. Selon les sources officielles publiés par le service de sécurité vietnamien, le front était supporté et manipulé par le service de renseignement chinois et thaïlandais, en 1980, afin de préparer le plan d'infiltration au Vietnam, le vice-président Le Phuoc Sang s'est rendu à Pékin pour recevoir des instructions du Politburo chinois et a travaillé avec l'agence de renseignement chinoise pour demander plus d'armes.
Selon le journal Nhân Bản (no 1/01/1985) édité à Paris par l'AGEVP et proche de Bá, Lê Quốc Túy le président de ce front de résistance affirma que des combattants avaient été arrêtés dès 1980 et qu'un important affrontement militaire s'était déroulé à Hà Tiên avec les forces armées communistes.
Lors du nouvel an lunaire de 1983, les forces de sécurité de la République socialiste du Viêt Nam (RSVN) arrêtèrent trois personnalités caodaïstes du front (respectivement Hồ Tấn Khoa, Vő Văn Nhơn et Nguyễn Ngọc Hòa). Ils furent soupçonnés de faire partie du front de Túy et de Hạnh et de vouloir renverser le pouvoir communiste dans l'Ouest du delta du Mékong. Le fils du caodaïste Hồ Tấn Khoa, Hồ Thái Bạch remplaça son père à la coprésidence du Front lors de son arrestation.
Environ 10 groupes de résistants du Front purent s'infiltrer dans le Sud du pays entre le début de l'année 1981 et septembre 1984. La première équipe pénétra au Viêt Nam à partir de la Thaïlande en traversant le Cambodge jusqu'à Châu Đốc où elle fut arrêtée. Cette équipe devait en principe faire la liaison avec les forces bouddhistes Hòa Hảo pour prendre le contrôle de la région des Sept Montagnes proche de la frontière cambodgienne.
Le dernier et dixième commando comprenant 21 résistants, dont Mai Văn Hạnh et Trần Văn Bá, arriva par la mer en septembre 1984. Il fut arrêté lors de son débarquement au village de Minh Hải dans la province de Cà Mau le 9 septembre 1984.
Au total, 119 personnes de ce Front furent arrêtées ou tuées lors d'une vaste opération de contre-espionnage dénommée CM12 (en vietnamien Kế hoạch CM-12).

### Démantèlement: Opération CM12
La pénétration au Viêt Nam de groupes armés clandestins dans le contexte de la troisième guerre d'Indochine inquiéta grandement les dirigeants de la RSVN. Le Front avait été repéré dès 1980 et faisait l'objet d'une surveillance étroite. Les forces de sécurité de l’État communiste l'infiltrèrent et mirent sur pied le plan CM12 pour le démanteler au moment le plus opportun.
Le plan de contre-espionnage CM-12 fut une opération de grande envergure mise sur pied par les Forces de Police populaire de la RSVN. Elle dura huit à neuf ans de 1981 à 1988. Elle visait tout particulièrement le Front unifié des forces patriotiques de libération du Viêt Nam, une organisation armée qui infiltra des espions, des commandos, des armes et la fausse monnaie au Viêt Nam dans le but de "renverser le pouvoir populaire". Les lettres CM faisaient référence à Cà Mau, province qui réceptionna les commandos du front. Les chiffres 12 faisaient référence à la date d'émergence de ce front le 12 mai 1981.
Selon les services de sécurité vietnamiens, le front fut infiltré et put arrêter un total de 126 "espions-commandos", saisir 132,278 kg d'armes et une somme de 299.750.000 de faux đồng vietnamiens. Cette opération a été décrite en détail par Nguyễn Phước Tân, un lieutenant-général des forces de la sécurité vietnamienne impliqué dans le démantèlement du front et dans la lutte contre la résistance anticommuniste après 1975. Les forces de sécurité vietnamiennes de la province de Kiên Giang étaient alors sous la direction du commandant Nguyễn Tấn Dũng, le futur Premier ministre de la RSVN.
Le 5 septembre 2010, à l'occasion du 26e anniversaire du démantèlement du front anticommuniste (9 septembre 1984 - 9 septembre 2010), le premier ministre Nguyễn Tấn Dũng inaugura le monument dit de "Protection de la sécurité nationale" sur le site historique national de Hòn Đá Bạc (Cà Mau) pour honorer l'action des forces de police dans cette lutte contre la subversion.

### Procès et condamnations
Du 14 au 18 décembre 1984, le Tribunal populaire de Hô Chi Minh-Ville organisa un grand procès médiatisé pour juger et condamner les membres du front. Le procès se déroula au Théâtre municipal de Saïgon, devenue Hô Chi Minh-Ville en 1976. Comparaissaient les 21 accusés suivants : Cai Văn Hùng, Đặng Bá Lộc, Hồ Thái Bạch, Hoàng Đình Mỹ, Huỳnh Vĩnh Sanh, Lê Quốc Quân, Lý Vinh, Mai Văn Hạnh, Nguyên Bình, Nguyễn Phi Long, Nguyễn Văn Cầm, Nguyễn Văn Hậu, Nguyễn Văn Trạch, Nhan Văn Lộc, Thạch Sanh, Thái Văn Dư, Tô Văn Hườn, Trần Ngọc Ẩn, Trần Nguyên Hùng, Trần Văn Bá, Trần Văn Phương.
Ils furent poursuivis pour "haute trahison et atteinte à la sécurité de l’État". Malgré les nombreuses protestations et demandes de clémence, cinq membres du front furent condamnés à mort. Parmi eux, seul Mai Văn Hạnh, de nationalité française, échappa à cette condamnation. Il fut libéré en 2005 lors de l'amnistie du 2 septembre.
Lê Quốc Quân, Huỳnh Vĩnh Sanh, Hồ Thái Bạch et Trần Văn Bá refusèrent de signer des aveux et furent exécutés le 8 janvier 1985 à Thu Duc.

## Controverse mémorielle
Plusieurs lieux de mémoires à l'extérieur du Viêt Nam ont été dédiés à Trần Văn Bá pour honorer son combat armé anticommuniste.
À Liège, en Belgique, deux plaques commémoratives ont été installées à sa mémoire. Dans la banlieue ouest de Washington D.C., à Falls Church aux États-Unis, une rue du parking du centre commercial vietnamien Eden Center porte son nom.
Toujours aux États-Unis, Trần Văn Bá fut décoré le 15 novembre 2007 à titre posthume de la médaille de la Liberté Truman Reagan attribuée au victimes du communisme. Celle-ci lui fut décerné à l'ambassade de Hongrie ainsi qu'à quatre autres personnalités pour leur lutte pour la liberté et la démocratie. Un an auparavant, elle avait été attribuée au syndicaliste et homme d’État polonais Lech Walesa.
En septembre 2008, le Conseil de Paris approuva l'érection d'une stèle à la mémoire de Trần Văn Bá au 47-49 avenue d'Ivry dans le treizième arrondissement. Sur pression de l'ambassade du Viêt Nam en France et d'organisations pro-Hanoi, le 16 septembre 2008, un décret de la Présidence de l'Ile-de-France et de la Mairie de Paris ordonna l'abandon de cette initiative.
Le 17 février 2015, le trentième anniversaire de sa mort fut célébré dans le treizième arrondissement de Paris. D'autres célébrations se sont déroulées aux États-Unis, en Belgique ou en Australie,.
Trần Văn Bá, décédé à l'âge de 40 ans, incarne l'esprit de la résistance anticommuniste pour une partie de la communauté vietnamienne exilée et reste considéré comme un espion à la solde des services secrets thaïlandais, chinois et de la CIA pour le pouvoir communiste vietnamien. L'UNI, organisation universitaire de droite, rappela le 8 janvier 2015 que Trần Văn Bá fut un de ses compagnons de route tout en louant son courage et sa détermination.
En 1985, l'écrivain vietnamien Duyên Anh publia à Paris aux éditions Nam Á un roman en hommage au résistant sous le titre Một người tên là Trần Văn Bá (Un homme nommé Trần Văn Bá). Quant au journaliste français Olivier Todd, il dédicaça son ouvrage Cruel avril, 1975 : la chute de Saïgon (Robert Laffont, 1987) à Trần Văn Bá.